# Bernard Marcotte
Pour les articles homonymes, voir Marcotte.
Bernard Marcotte (5 juillet 1887, Saint-Germainmont, Ardennes – 4 juillet 1927, Vannes) est un écrivain français du début du XXe siècle.

## Biographie
Après des études à Charleville, il vient à Paris (lycée Louis-le-Grand) préparer le concours d'entrée à l'École normale supérieure. Il ne s'y présente pas, mais devient diplômé de philosophie (1910). Cependant, il est trop attiré par la littérature, la poésie en particulier, et a un tempérament trop indépendant pour accepter de s'engager vers la voie de l'enseignement. Il passe alors un concours pour devenir rédacteur en chef au ministère des Travaux publics (1911), emploi qui lui laissera le temps d'écrire pour lui.
Il est dès cette époque en contact avec tout un milieu littéraire et intellectuel : Jean Wahl, Paul Tuffrau, André Ruplinger, Henri Morel, Georges Pancol, René Bichet, Roger Dévigne, l'acteur Louis Jouvet, le sculpteur André Juin…
Il écrit des poèmes, dont certains sont publiés dans des revues : La Foire aux Chimères (revue fondée en 1907 avec André Colomer, Roger Dévigne, Gabriel-Tristan Franconi), Les Poèmes, Les Actes des poètes ; des contes… Dans ces différents textes, se dévoilent toute sa sensibilité, son esprit rêveur, sa très grande culture, mais aussi sa fantaisie, et transparaissent ses questionnements philosophiques, qu'il réunira dans des textes rédigés après la guerre : Les Cahiers d'Ésope.
En juillet 1908, Le Moulin des Chimères, pièce en un acte, est joué par Louis Jouvet (dans le rôle de Don Quichotte) à l'université populaire du Faubourg-Saint-Antoine, avec le Groupe d'action d'art.
Bernard Marcotte est un des personnages représentés par Lucien Jonas dans son tableau peint en 1909 intitulé Les Poètes.
Il revient régulièrement dans ses Ardennes, à Gespunsart, où il aime se promener dans les forêts et les vallées, au bord de la Semoy et de la Meuse.
Son activité littéraire est brusquement interrompue par la Première Guerre mondiale, au cours de laquelle il est blessé à trois reprises. Il continuera à écrire au retour du front, mais dans des conditions bien différentes, et finalement, il n'aura pu, de son vivant, publier qu'un livre : Les Fantaisies Bergamasques (1913), œuvre qui tient du roman et du conte. Il mourra en 1927, après huit ans passés dans des hôpitaux militaires, des suites d'une de ses blessures et des conditions de vie dans les tranchées.
Il est reconnu mort pour la France.

## Œuvres
- Poèmes :
  - Portrait (juin 1908)
  - Le Pont-Neuf à l'aube (mai 1908)
  - Les tombes (La Foire aux Chimères, 1908)
  - Madeleine (Les Poèmes, 1908)
  - Vierges de France (Les Actes des Poètes, 1910)
  - Midi : le chant de la joie (Les Poèmes, 1910)
  - La symphonie domestique (poème dédicacé à l'artiste-peintre Andrée Lavieille, 1913)

L'ensemble des poèmes a été regroupé dans un volume paru aux Éditions Publibook en 2013 : Poèmes (180 p.).
- Contes et fictions :
  - Les deux Sainte Anne (paru dans : Le mois littéraire et pittoresque, no 164, août 1912, sous le pseudonyme de Pierre Ménil)
  - Les Fantaisies Bergamasques. Édition du Temps Présent, 391 p., 1913 ; Éditions Thélès, 308 p., 2012 ; Éditions L'Harmattan, 248 p., 2018.
  - La dernière chevauchée des Rois Mages. Éditions Thélès, 164 p., 2011, recueil de contes et récits, comportant notamment : Le voyage de la Vierge (d'après un fabliau de Rutebeuf), Les Bottes de l'Ogre (inspiré des Contes de Charles Perrault), L'histoire de Psyché contée aux enfants.

- Pièces de théâtre :
  - Le Moulin des Chimères[6]
  - Le double message (d'après une farce de Tabarin) (1910)
  - Ma Mère l'Oye (texte publié par la revue L'Encrier : no 9-10, 1920 et no 11-12, 1921)
  - Le songe d'une nuit d'été

Ces trois dernières pièces et un fragment de Viviane et Ariel ont été regroupés dans un volume de Théâtre (Éditions Thélès, 290 p., 2011; Publibook, 230 p., 2015).
- Textes philosophiques :
  - Les Cahiers d'Ésope, Publibook, 1 volume, 170 p., 2013, comportant La Vie étroite, dont un extrait a été publié dans Recherches philosophiques, 1934-1935, volume IV, p. 385-389, avec une introduction de Jean Wahl, et un autre (L'Étonnement : le don philosophique) dans le numéro 20 (décembre 2011) de la revue Le Grognard (p. 42-50)